# Davor Čop
Davor Čop (Rijeka, 31 oktober 1958) is een Kroatisch trainer en voormalig voetballer. Hij is de vader van Duje Čop.

## Spelerscarrière
Čop begon z'n carrière bij Hajduk Split. Hij won in 1977 de Beker van Joegoslavië met zijn club, twee jaar later volgde de landstitel. In 1980 koos hij voor FK Napredak Kruševac, maar twee jaar later keerde hij terug naar z'n oude liefde. In 1984 volgde een nieuwe bekerzege.
Zijn grootste individuele succes behaalde Čop echter bij Dinamo Vinkovci: tussen 1984 en 1987 scoorde hij er 32 keer, wat hem in 1986 de topschutterstitel in Joegoslavië opleverde. Na een mislukt avontuur bij Empoli FC keerde hij terug naar Dinamo Vinkovci, waar hij uiteindelijk tot aan zijn spelersafscheid zou spelen.

## Trainerscarrière
Čop begon z'n trainerscarrière bij de club waar hij z'n spelerscarrière afsloot: Cibalia Vinkovci. Daarna trainde hij nog een resem andere Kroatische clubs.

## Erelijst

### Als speler
| Competitie                  |              |              |              |              |
| Competitie                  | Aantal       | Jaren        |              |              |
| Hajduk Split                | Hajduk Split | Hajduk Split | Hajduk Split | Hajduk Split |
| --------------------------- | ------------ | ------------ | ------------ | ------------ |
| Joegoslavisch landskampioen | 1x           | 1978/79      |              |              |
| Beker van Joegoslavië       | 2x           | 1977, 1984   |              |              |
| Dinamo Vinkovci             |              |              |              |              |
| Topschutter Prva Liga       | 1x           | 1985/86      |              |              |